# Hernán-Pérez
Hernán-Pérez – gmina w Hiszpanii, w prowincji Cáceres, w Estramadurze, o powierzchni 35,76 km². W 2011 roku gmina liczyła 496 mieszkańców.